# Rudolf Hübner (Leichtathlet)
Rudolf Hübner (* 20. Mai 1944 in Prag) ist ein ehemaliger tschechoslowakischer Hochspringer.
1967 wurde er Vierter bei den Europäischen Hallenspielen in Prag und wurde tschechischer Meister im Freien. 
1968 wurde er bei den Europäischen Hallenspielen in Madrid erneut Vierter. Bei den Olympischen Spielen in Mexiko, ebenfalls in 1968, schied er in der Qualifikation aus, während die von ihm trainierte Milena Rezková dabei die Goldmedaille gewann. 
Die 1970 geschlossene Ehe zwischen den beiden scheiterte.

## Persönliche Bestleistungen
- Hochsprung: 2,14 m, 1. Juli 1967, Prag
  - Halle: 2,18 m, 15. Februar 1968, Riga